# Brîul
Brîul est un type de danse traditionnelle roumaine que l'on retrouve sur les versants nord et sud des Carpates, dans toute la plaine du Danube ainsi qu'en Moldavie. Brîul (ou brîu), brâu selon la nouvelle orthographe, signifie « ceinture ». 

## Description de la danse
Danse d'homme à l'origine, elle est aujourd'hui devenue une danse mixte. La prise des mains à la ceinture des voisins a été abandonnée au profit de la position des mains directement posées sur les épaules. Comme dans la plupart des danses roumaines, les danseurs utilisent des strigături pour s'encourager ou bien pour annoncer un changement de pas.

### Différents styles
- Brîul carpatique : le brîul des Carpates se danse de façon vigoureuse et alerte. Il comprend de nombreuses figures de virtuosité composées de pas complexes : battus, talonnés, pointés, sautés, entrecoupés de coup d'éperon. Il s'exécute sur place, en alternance avec des promenades tressées rapidement dans l'espace, généralement exécutées par commandement (strigături). Il se développe sur 3 ou 4 mesures binaires, simples et syncopées, l'accent souvent porté sur le contre-temps.
- Brîul d'Olténie : le brîul d'Olténie est joué sur un rythme binaire et sur des mélodies aussi diverses que variées. Les mouvements sont rapides, composés de petits pas croisés combinés avec des pas battus, exécutés soit sur place soit latéralement ou en avant et en arrière.
- Brîul du Banat : le brîul du Banat a un rythme binaire mais peut être aussi asymétrique (7/16). Les mouvements sont rapides, les petits pas sont souvent croisés, combinés avec des agenouillements, des petits sauts, des sursauts et des rotations rapides de la jambe libre dans un sens ou dans l'autre. Il a la particularité de se danser à contre-temps.